# Romuald Wódzki
Romuald Marian Wódzki (ur. 12 czerwca 1947 w Inowrocławiu) – polski chemik, profesor chemii fizycznej, fizykochemii polimerów i procesów membranowych.

## Życiorys
Ukończył Liceum Ogólnokształcące im. Jana Kasprowicza w Inowrocławiu w 1965 roku. Następnie podjął studia chemiczne w zakresie chemii związków koordynacyjnych na Uniwersytecie Mikołaja Kopernika w Toruniu, które ukończył w 1970 roku. Pięć lat później obronił pracę doktorską pt. Struktura i właściwości transportowe polimerowych membran selektywnych. Habilitację uzyskał w roku 1994 za rozprawę Dyfuzyjno-wymienny transport jonów w modelach ścian komórkowych bakterii. W 2005 roku uzyskał tytuł profesora. Od 1984 roku jest członkiem PTCh.

## Odznaczenia
- Nagroda Sekretariatu Naukowego PAN (1980, 1989)
- Nagroda Ministerstwo Nauki, Szkolnictwa Wyższego i Techniki (1982)